# 海水科维尔氏菌
海水科维尔氏菌（学名：Colwellia aquaemaris）是科尔韦氏菌属的下属物种。此物种是一种革兰氏阴性、异养、兼性厌氧、不形成孢子、过氧化氢酶阳性、氧化酶阳性且嗜温的弯曲杆状细菌。此物种用单极鞭毛运动。此物种最早从中国天津循环海水养殖系统中的半滑舌鳎养殖池中分离出来的。